# Dipoena olivenca
Dipoena olivenca är en spindelart som beskrevs av Claude Lévi 1963. Dipoena olivenca ingår i släktet Dipoena och familjen klotspindlar. Inga underarter finns listade i Catalogue of Life.